# Diedrich Bader

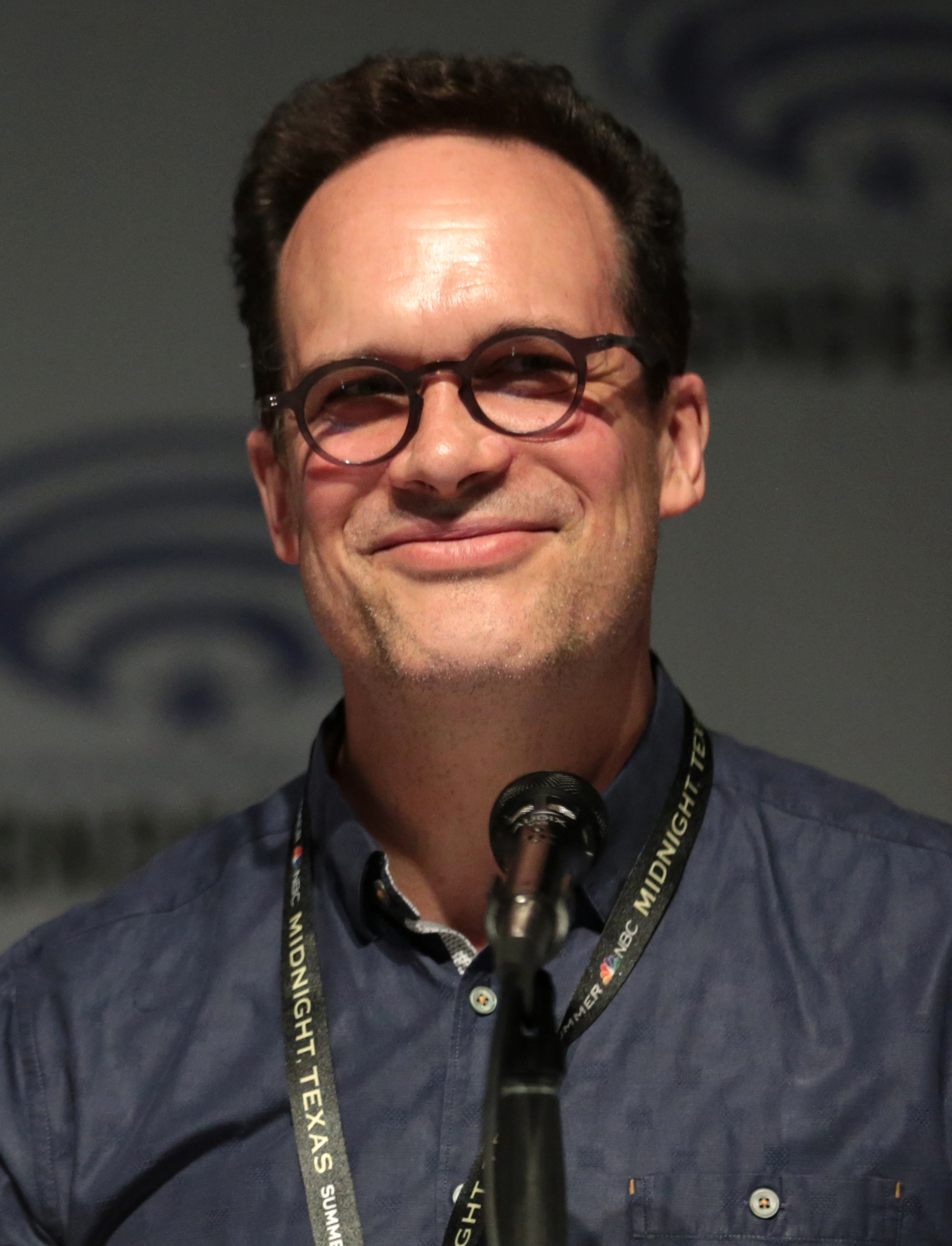
Diedrich Bader bei der WonderCon 2017

Karl Diedrich Bader (* 24. Dezember 1966 in Alexandria, Virginia) ist ein US-amerikanischer Schauspieler.

## Leben
Diedrich Bader wuchs ab seinem zweiten Lebensjahr in Paris (Frankreich) auf. Hier entwickelte er seine Liebe zu Slapsticklegenden wie Charlie Chaplin und den Wunsch, selbst Schauspieler zu werden. Für die High School kehrte Bader zurück in die USA. Anschließend studierte er Schauspiel an der North Carolina School of the Arts. Während der Ferien wurde er von einem Casting-Agenten für eine kleine Rolle in einem Pilotfilm gewählt, der jedoch nie gesendet wurde. Bader zog nach Los Angeles um und sprach für diverse Rollen vor. Seine erste Rolle bekam er 1989 in der Serie Raumschiff Enterprise – Das nächste Jahrhundert. Es folgten Gastrollen etwa bei der Comedy-Serie Cheers, 21 Jump Street, Der Prinz von Bel-Air, Frasier und Monk.
Seine erste Hauptrolle bekam er 1993 dank der Regisseurin Penelope Spheeris in der kurzlebigen Sitcom Danger Theatre. Kurz darauf folgte die erste Hauptrolle in einem Kinofilm. Er spielte die Rolle des Jethro in der Verfilmung der gleichnamigen Fernsehserie Die Beverly Hillbillies sind los!. Seinen größten Erfolg hatte Diedrich Bader ab 1995 in der Rolle des Oswald Lee Harvey in der Sitcom Drew Carey Show. Die langlebige Serie erreichte bis zur Einstellung 2004 neun Staffeln und 233 Episoden. Besonders eng war hierbei die Zusammenarbeit mit Ryan Stiles. Direkt im Anschluss an die Drew Carey Show bekam Bader eine Hauptrolle an der Seite von John Goodman, Amy Smart und Ed Asner in der kurzlebigen Sitcom Center of the Universe. Eine weitere Hauptrolle folgte in der Comedyserie Outsourced, die 2011 nach einer Staffel nicht fortgesetzt wurde, ebenso in der nur sechs Folgenden umfassenden Sitcom Squad 85 (2012) sowie in der nach acht Folgen eingestellten Sitcom Save Me – Nicht schon wieder!. Wiederkehrende Rollen verkörperte er in The Exes, Veep – Die Vizepräsidentin und Better Things. Es dauerte bis 2016, dass er mit der Rolle des Greg Otto in der Sitcom American Housewife wieder erfolgreich eine Hauptrolle in einer länger laufenden Serie erhielt.
Aufgrund seiner markanten, tiefen Stimme wird Bader häufig für Sprechrollen, meist als Bösewicht in Trickfilmserien, besetzt. Zu den bekanntesten dieser Synchronrollen gehört die eines Säbelzahntigers im Kinofilm Ice Age, zudem in Könige der Wellen und Bolt – Ein Hund für alle Fälle sowie den Olaf in der englischen Synchronisation von Asterix und die Wikinger. Sein Schaffen als Schauspieler und Synchronsprecher umfasst mehr als 200 Produktionen.
Verheiratet ist Bader mit der Schauspielerin Dulcy Rogers.

## Filmografie (Auswahl)
- 1991: Der Prinz von Bel-Air (The Fresh Prince of Bel-Air) (Fernsehserie, zwei Folgen)
- 1993: Die Beverly Hillbillies sind los! (The Beverly Hillbillies)
- 1995–2004: Drew Carey Show
- 1996: Assassination File: Operation Laskey (The Assassination File)
- 1999: Alles Routine (Office Space)
- 2001: Jay und Silent Bob schlagen zurück (Jay and Silent Bob Strike Back)
- 2002: Ice Age (Stimme)
- 2002: Zwei Trottel aus dem All (Evil Alien Conquerors)
- 2004: Napoleon Dynamite
- 2005: Miss Undercover 2 – Fabelhaft und bewaffnet
- 2007: Könige der Wellen (Surf’s Up, Stimme)
- 2007: Balls of Fury
- 2007: Monk (1 Folge)
- 2008: Meine Frau, die Spartaner und ich (Meet the Spartans)
- 2008: Casting Couch
- 2009: Space Buddies – Mission im Weltraum (Space Buddies)
- 2010: Beilight – Bis(s) zum Abendbrot (Vampires Suck)
- 2010: Santa Pfotes großes Weihnachtsabenteuer (The Search for Santa Paws, Stimme)
- 2012: Santa Pfote 2 – Die Weihnachts-Welpen (Santa Paws 2: The Santa Pups, Stimme)
- 2012–2013: The Exes (Fernsehserie, 5 Folgen)
- 2013: Die Pute von Panem – The Starving Games (The Starving Games)
- 2013: Chosen (Fernsehserie)
- 2014: Two and a Half Men (Fernsehserie, Folge 11x21)
- 2014–2019: Veep – Die Vizepräsidentin (Veep, Fernsehserie, 21 Episoden)
- 2016: Rush Hour (Fernsehserie, 2 Episoden)
- 2016–2017: BoJack Horseman (Fernsehserie, 8 Episoden, Stimme)
- 2016–2021: American Housewife (Fernsehserie)
- 2016–2022: Better Things (Fernsehserie)
- 2019: Harley Quinn (Fernsehserie, Batman-Stimme im Original)
- 2019–2022: Disney Amphibia (Fernsehserie, Stimme)
- 2020: Phineas und Ferb: Candace gegen das Universum (Phineas and Ferb: Candace Against the Universe, Stimme)
- 2021: Masters of the Universe – Revelation  (Fernsehserie, Stimme)
- 2022: The Blackening